# ميليسا فارغاس
ميليسا فارغاس (16 أكتوبر 1999 - ) هي لاعبة كرة طائرة كوبا في مركز ضارب خارجي ‏. لعبت مع WVC Dynamo Moscow ‏.

## وصلات خارجية
- ميليسا فارغاس على موقع الاتحاد الدولي beach volleyball database (الإنجليزية)
- ميليسا فارغاس على موقع الاتحاد الأوروبي (الإنجليزية)
- ميليسا فارغاس على موقع عالم الكرة الطائرة (الإنجليزية)
- ميليسا فارغاس على موقع اللجنة الأولمبية الدولية (الإنجليزية)
- ميليسا فارغاس على موقع اللجنة الأولمبية التركية (التركية)